# Уинстън (окръг, Мисисипи)
Окръг Уинстън (на английски: Winston County) е окръг в щата Мисисипи, Съединени американски щати. Площта му е 1580 km², а населението - 20 160 души (2000). Административен център е град Луисвил.